# Listă cu filmele artistice românești din perioada 1949-1989
Aceasta este o listă cu filmele artistice românești din perioada 1949-1989. Lista poate fi incompletă și nu conține filmele documentare sau de actualități realizate în această perioadă. Filmele aflate în această listă au fost românești, coproducții sau dublate în românește.
| An   | Titlul                                                                                  | Regizor                                               | Gen                |
| ---- | --------------------------------------------------------------------------------------- | ----------------------------------------------------- | ------------------ |
| 1950 | Răsună valea                                                                            | Paul Călinescu                                        |                    |
| 1950 | Femeile luptă pentru pace                                                               | Savel Stiopul                                         |                    |
| 1951 | Viața învinge                                                                           | Dinu Negreanu                                         |                    |
| 1952 | În sat la noi                                                                           | Jean Georgescu, Victor Iliu                           |                    |
| 1953 | Nepoții gornistului                                                                     | Dinu Negreanu                                         |                    |
| 1953 | La mere                                                                                 | Manole Marcus                                         |                    |
| 1953 | Mitrea Cocor                                                                            | Victor Iliu, Marieta Sadova                           |                    |
| 1953 | Bogății ascunse                                                                         | Savel Stiopul                                         |                    |
| 1954 | Desfășurarea                                                                            | Paul Călinescu                                        |                    |
| 1954 | Răsare soarele                                                                          | Dinu Negreanu                                         |                    |
| 1954 | Primăvara                                                                               | Savel Stiopul                                         |                    |
| 1954 | Brigada lui Ionuț                                                                       | Jean Mihail                                           |                    |
| 1955 | Blanca                                                                                  | Mihai Iacob și Mircea Drăgan                          |                    |
| 1955 | Alarmă în munți                                                                         | Dinu Negreanu                                         |                    |
| 1955 | București, oraș înflorit                                                                | Savel Stiopul                                         |                    |
| 1955 | La „Moara cu noroc”                                                                     | Victor Iliu                                           | Dramă              |
| 1955 | Directorul nostru                                                                       | Jean Georgescu                                        |                    |
| 1956 | Afacerea „Protar”                                                                       | Haralambie Boros                                      |                    |
| 1956 | Ora „H”                                                                                 | Andrei Blaier, Sinișa Ivetici                         |                    |
| 1956 | Culegere de dansuri românești                                                           | Elisabeta Bostan                                      |                    |
| 1956 | Cu fața spre public                                                                     | Savel Stiopul                                         |                    |
| 1956 | Pe răspunderea mea                                                                      | Paul Călinescu                                        |                    |
| 1956 | Nufărul roșu                                                                            | Gheorghe Tobias                                       |                    |
| 1958 | Bijuterii de familie                                                                    | Marius Teodorescu                                     |                    |
| 1957 | Dincolo de brazi                                                                        | Mihai Iacob                                           |                    |
| 1957 | Erupția                                                                                 | Liviu Ciulei                                          |                    |
| 1957 | Viața nu iartă                                                                          | Manole Marcus                                         |                    |
| 1957 | Amintirea unei artiste                                                                  | Savel Stiopul                                         |                    |
| 1957 | Vultur 101                                                                              | Andrei Călărașu                                       |                    |
| 1957 | Pasărea furtunii                                                                        | Dinu Negreanu                                         |                    |
| 1957 | Râpa dracului                                                                           | Jean Mihail                                           |                    |
| 1958 | Ciulinii Bărăganului                                                                    | Louis Daquin                                          | Dramă              |
| 1958 | Trei jocuri românești                                                                   | Elisabeta Bostan                                      |                    |
| 1958 | Alo? Ați greșit numărul!                                                                | Andrei Călărașu                                       |                    |
| 1958 | Mingea                                                                                  | Andrei Blaier, Sinișa Ivetici                         |                    |
| 1958 | Prima Melodie                                                                           | Andrei Blaier, Sinișa Ivetici                         |                    |
| 1958 | Dansul 'Cloșca cu puii de aur'                                                          | Elisabeta Bostan                                      |                    |
| 1958 | Cloșca cu pui                                                                           | Elisabeta Bostan                                      |                    |
| 1959 | Într-o dimineață                                                                        | Manole Marcus                                         |                    |
| 1959 | The School of Work                                                                      | Savel Stiopul                                         |                    |
| 1959 | Hora                                                                                    | Elisabeta Bostan                                      |                    |
| 1959 | Băieții noștri                                                                          | Gheorghe Vitanidis                                    |                    |
| 1959 | Telegrame                                                                               | Gheorghe Naghi                                        | Comedie            |
| 1959 | Valurile Dunării                                                                        | Liviu Ciulei                                          |                    |
| 1960 | Furtuna                                                                                 | Andrei Blaier și Sinișa Ivetici                       |                    |
| 1960 | Homo Sapiens                                                                            | Ion Popescu-Gopo                                      | Animație           |
| 1960 | Nu vreau să mă însor                                                                    | Manole Marcus                                         |                    |
| 1960 | Setea                                                                                   | Mihai Iacob și Mircea Drăgan                          |                    |
| 1960 | Flăcăul si focul                                                                        | Savel Stiopul                                         |                    |
| 1960 | Aproape de soare                                                                        | Savel Stiopul                                         |                    |
| 1960 | Secretul cifrului                                                                       | Lucian Bratu                                          | Spionaj            |
| 1960 | Soldați fără uniformă                                                                   | Francisc Munteanu                                     |                    |
| 1961 | Celebrul 702                                                                            | Mihai Iacob                                           |                    |
| 1961 | Darclée                                                                                 | Mihai Iacob                                           |                    |
| 1961 | Post restant                                                                            | Gheorghe Vitanidis                                    |                    |
| 1961 | Omul de lângă tine                                                                      | Horea Popescu                                         |                    |
| 1961 | Poveste sentimentală                                                                    | Iulian Mihu                                           |                    |
| 1961 | Avalanșa                                                                                | Gheorghe Turcu                                        |                    |
| 1961 | Vară romantică                                                                          | Sinișa Ivetici                                        |                    |
| 1962 | Doi băieți ca pâinea caldă                                                              | Andrei Călărașu                                       | Comedie            |
| 1962 | Lupeni 29                                                                               | Mircea Drăgan                                         |                    |
| 1962 | Memoria trandafirului                                                                   | Sergiu Nicolaescu                                     |                    |
| 1962 | Primăvară obișnuită                                                                     | Sergiu Nicolaescu                                     |                    |
| 1962 | Puștiul                                                                                 | Elisabeta Bostan                                      |                    |
| 1962 | S-a furat o bombă                                                                       | Ion Popescu-Gopo                                      | Animație           |
| 1962 | Străzile au amintiri                                                                    | Manole Marcus                                         |                    |
| 1962 | Tudor                                                                                   | Lucian Bratu                                          | Istoric, biografic |
| 1963 | Lumina de iulie                                                                         | Gheorghe Naghi                                        |                    |
| 1963 | Partea ta de vină                                                                       | Mircea Mureșan                                        | Drama              |
| 1963 | Anotimpuri                                                                              | Savel Stiopul                                         |                    |
| 1963 | Pisica de mare                                                                          | Gheorghe Turcu                                        |                    |
| 1963 | Un surîs în plină vară                                                                  | Geo Saizescu                                          | Comedie            |
| 1963 | Străinul                                                                                | Mihai Iacob                                           |                    |
| 1963 | Năică si peștișorul                                                                     | Elisabeta Bostan                                      |                    |
| 1964 | Camera albă                                                                             | Virgil Calotescu                                      |                    |
| 1964 | Cartierul veseliei                                                                      | Manole Marcus                                         |                    |
| 1964 | Castelanii                                                                              | Gheorghe Turcu                                        |                    |
| 1964 | Amintiri din Copilarie                                                                  | Elisabeta Bostan                                      |                    |
| 1964 | Pe drumurile Thaliei                                                                    | Mihai Iacob                                           |                    |
| 1965 | Calea Victoriei sau cheia visurilor                                                     | Marius Teodorescu                                     |                    |
| 1965 | Pupăza din tei                                                                          | Elisabeta Bostan                                      |                    |
| 1965 | La porțile pămîntului                                                                   | Geo Saizescu                                          |                    |
| 1965 | Lecție în infinit                                                                       | Sergiu Nicolaescu                                     |                    |
| 1965 | De-aș fi... Harap Alb                                                                   | Ion Popescu-Gopo                                      |                    |
| 1965 | Neamul Șoimăreștilor                                                                    | Mircea Drăgan                                         | Istoric            |
| 1965 | Procesul alb                                                                            | Iulian Mihu                                           |                    |
| 1965 | Răscoala                                                                                | Mircea Mureșan                                        | Istoric            |
| 1965 | Gaudeamus igitur                                                                        | Gheorghe Vitanidis                                    |                    |
| 1965 | Șah la rege                                                                             | Haralambie Boroș                                      |                    |
| 1965 | Duminică la ora 6                                                                       | Lucian Pintilie                                       |                    |
| 1965 | Dacii                                                                                   | Sergiu Nicolaescu                                     | Istoric            |
| 1966 | Fantomele se grăbesc                                                                    | Cristu Polucsis                                       |                    |
| 1966 | Antagonisme                                                                             | Bob Călinescu                                         |                    |
| 1966 | Golgota                                                                                 | Mircea Drăgan                                         |                    |
| 1966 | Haiducii                                                                                | Dinu Cocea                                            |                    |
| 1966 | Politețe                                                                                | Mihai Iacob                                           |                    |
| 1966 | Șopârla                                                                                 | M. Iva                                                |                    |
| 1966 | Ultima noapte a copilăriei                                                              | Savel Stiopul                                         |                    |
| 1966 | Cu acul și ața                                                                          | Savel Stiopul                                         |                    |
| 1966 | Năică și barza                                                                          | Elisabeta Bostan                                      |                    |
| 1966 | Vremea zăpezilor                                                                        | Gheorghe Naghi                                        |                    |
| 1966 | Zodia Fecioarei                                                                         | Manole Marcus                                         |                    |
| 1966 | Diminețile unui băiat cuminte                                                           | Andrei Blaier                                         |                    |
| 1966 | Corigența Domnului Profesor                                                             | Haralambie Boroș                                      |                    |
| 1966 | Tunelul                                                                                 | Francisc Munteanu                                     |                    |
| 1967 | De trei ori București                                                                   | Mihai Iacob, Horea Popescu, Ion Popescu-Gopo          |                    |
| 1967 | Paradisul                                                                               | Dan Pița                                              |                    |
| 1967 | Șeful sectorului suflete                                                                | Gheorghe Vitanidis                                    |                    |
| 1967 | Maiorul și moartea                                                                      | Alexandru Boiangiu                                    |                    |
| 1967 | Năică pleacă la București                                                               | Elisabeta Bostan                                      |                    |
| 1967 | Năică și veverița                                                                       | Elisabeta Bostan                                      |                    |
| 1967 | Balul de sîmbătă seara                                                                  | Geo Saizescu                                          |                    |
| 1968 | Columna                                                                                 | Mircea Drăgan                                         |                    |
| 1968 | Răpirea fecioarelor                                                                     | Dinu Cocea                                            |                    |
| 1968 | Vin cicliștii                                                                           | Aurel Miheleș                                         |                    |
| 1968 | Apoi s-a născut legenda                                                                 | Andrei Blaier                                         |                    |
| 1968 | Răzbunarea haiducilor                                                                   | Dinu Cocea                                            |                    |
| 1968 | Bătălia pentru Roma (co-producție germano-italiano-română)                              | Robert Siodmak, Sergiu Nicolaescu                     |                    |
| 1968 | Moartea lui Joe Indianul                                                                | Mihai Iacob, Wolfgang Leibeneiner                     |                    |
| 1968 | După-amiază obișnuită                                                                   | Dan Pița                                              |                    |
| 1968 | Aventurile lui Tom Sawyer (film din 1968)                                               | Mihai Iacob și Wolfgang Leibeneiner                   |                    |
| 1968 | Game pentru Televiziune                                                                 | Valeriu Lazarov                                       |                    |
| 1968 | Zile de vară                                                                            | Ion Niță                                              |                    |
| 1969 | Baltagul                                                                                | Mircea Mureșan                                        |                    |
| 1969 | Canarul și viscolul                                                                     | Manole Marcus                                         |                    |
| 1969 | Timpul care-ți apartine                                                                 | Savel Stiopul                                         |                    |
| 1969 | Castelul condamnaților                                                                  | Mihai Iacob                                           |                    |
| 1969 | Tinerețe fără bătrânețe                                                                 | Elisabeta Bostan                                      |                    |
| 1969 | Răutăciosul adolescent                                                                  | Gheorghe Vitanidis                                    |                    |
| 1969 | Doi bărbați pentru o moarte                                                             | Gheorghe Naghi                                        |                    |
| 1969 | Viața în roz                                                                            | Dan Pița                                              |                    |
| 1969 | Prea mic pentru un război atât de mare                                                  | Radu Gabrea                                           |                    |
| 1969 | Neînfricații                                                                            | Iulian Mihu                                           |                    |
| 1969 | Prieteni fără grai                                                                      | Gheorghe Turcu                                        |                    |
| 1969 | Războiul domnițelor                                                                     | Virgil Calotescu                                      |                    |
| 1970 | Asediul                                                                                 | Mircea Mureșan                                        |                    |
| 1970 | Brigada Diverse intră în acțiune                                                        | Mircea Drăgan                                         |                    |
| 1970 | Apa ca un bivol negru                                                                   | Dan Pița                                              |                    |
| 1970 | B.D. în alertă                                                                          | Mircea Drăgan                                         |                    |
| 1970 | Sentința                                                                                | Ferenc Cosa (coproducție româno-maghiaro-cehoslovacă) |                    |
| 1970 | Frații                                                                                  | Gică Gheorghe, Mircea Moldovan                        |                    |
| 1970 | Haiducii lui Șaptecai                                                                   | Dinu Cocea                                            |                    |
| 1970 | Mihai Viteazul                                                                          | Sergiu Nicolaescu                                     | Istoric, biografic |
| 1970 | Năică și veverița                                                                       | Elisabeta Bostan                                      |                    |
| 1970 | Pentru că se iubesc                                                                     | Mihai Iacob                                           |                    |
| 1970 | Zestrea domniței Ralu                                                                   | Dinu Cocea                                            |                    |
| 1971 | Atunci i-am condamnat pe toți la moarte                                                 | Sergiu Nicolaescu                                     | Dramă              |
| 1971 | B.D. la munte și la mare                                                                | Mircea Drăgan                                         |                    |
| 1971 | Facerea lumii                                                                           | Gheorghe Vitanidis                                    |                    |
| 1971 | Pădurea pierdută                                                                        | Andrei Blaier                                         |                    |
| 1971 | Printre colinele verzi                                                                  | Nicolae Breban                                        | Polițist           |
| 1971 | Puterea și adevărul                                                                     | Manole Marcus                                         |                    |
| 1971 | Săptămâna nebunilor                                                                     | Dinu Cocea                                            |                    |
| 1971 | Serata                                                                                  | Malvina Urșianu                                       |                    |
| 1972 | Adio, dragă Nela!                                                                       | Cornel Todea                                          |                    |
| 1972 | Bariera                                                                                 | Mircea Mureșan                                        |                    |
| 1972 | Aventuri la Marea Neagra                                                                | Savel Stiopul                                         |                    |
| 1972 | Veronica                                                                                | Elisabeta Bostan                                      |                    |
| 1972 | Ciprian Porumbescu                                                                      | Gheorghe Vitanidis                                    | Biografic          |
| 1972 | Conspirația                                                                             | Manole Marcus                                         |                    |
| 1972 | Cu mâinile curate                                                                       | Sergiu Nicolaescu                                     | Acțiune            |
| 1972 | Trenul Blindat                                                                          | Cornel Popa                                           |                    |
| 1972 | Drum în penumbră                                                                        | Lucian Bratu                                          |                    |
| 1972 | Felix și Otilia                                                                         | Iulian Mihu                                           |                    |
| 1972 | Lupul mărilor (partea I), Răzbunarea (partea a II-a) coproducție germano-fracezo-română | Wolfgang Staudte, Alecu Croitoru, Sergiu Nicolaescu   | Aventuri           |
| 1972 | Parașutiștii                                                                            | Dinu Cocea                                            |                    |
| 1972 | Cireșarii                                                                               | Andrei Blaier                                         |                    |
| 1972 | Săgeata căpitanului Ion                                                                 | Aurel Miheleș                                         |                    |
| 1973 | 100 de lei                                                                              | Mircea Săucan                                         |                    |
| 1973 | Veronica se intoarce                                                                    | Elisabeta Bostan                                      |                    |
| 1973 | Departe de Tipperary                                                                    | Manole Marcus                                         |                    |
| 1973 | Pistruiatul                                                                             | Francisc Munteanu                                     |                    |
| 1973 | Nunta de piatra (Fefeleaga + Ca la nuntă)                                               | Mircea Veroiu, Dan Pița                               |                    |
| 1973 | Apașii (co-producție)                                                                   | Gottfried Koditz                                      |                    |
| 1973 | Despre o anumită fericire                                                               | Mihai Constantinescu                                  |                    |
| 1973 | Dimitrie Cantemir                                                                       | Gheorghe Vitanidis                                    | Istoric, biografic |
| 1973 | Explozia                                                                                | Mircea Drăgan                                         |                    |
| 1973 | Stejar, extremă urgență                                                                 | Dinu Cocea                                            |                    |
| 1973 | Ultimul cartuș                                                                          | Sergiu Nicolaescu                                     | Acțiune            |
| 1973 | Robinson Crusoe și prietenii săi                                                        | Victor Antonescu (regizor)                            |                    |
| 1973 | Un comisar acuză                                                                        | Sergiu Nicolaescu                                     | Acțiune            |
| 1973 | Șapte zile                                                                              | Mircea Veroiu                                         |                    |
| 1973 | Vifornița                                                                               | Mircea Moldovan                                       |                    |
| 1974 | Actorul și sălbaticii                                                                   | Manole Marcus                                         |                    |
| 1974 | Agentul straniu                                                                         | Savel Stiopul                                         |                    |
| 1974 | Capcana                                                                                 | Manole Marcus                                         |                    |
| 1974 | Trecătoarele iubiri                                                                     | Malvina Urșianu                                       |                    |
| 1974 | Frații Jderi                                                                            | Mircea Drăgan                                         |                    |
| 1974 | Trei scrisori secrete                                                                   | Virgil Calotescu                                      |                    |
| 1974 | Tatăl risipitor                                                                         | Adrian Petringenaru                                   |                    |
| 1974 | Duhul Aurului                                                                           | Mircea Veroiu, Dan Pița                               |                    |
| 1974 | Nemuritorii                                                                             | Sergiu Nicolaescu                                     | Istoric, aventuri  |
| 1974 | Întoarcerea lui Magellan                                                                | Cristiana Nicolae                                     |                    |
| 1974 | Nu filmăm să ne-amuzăm                                                                  | Iulian Mihu                                           |                    |
| 1974 | Păcală                                                                                  | Geo Saizescu                                          |                    |
| 1974 | Un august în flăcări                                                                    | Dan Pița, Alexandru Tatos, Radu Gabrea, Doru Năstase  |                    |
| 1974 | Dincolo de nisipuri                                                                     | Radu Gabrea                                           |                    |
| 1974 | Deux ans de vacances (co-producție franco-germano-română)                               | Claude Desailli, Gilles Grangier, Sergiu Nicolaescu   |                    |
| 1974 | Ștefan cel Mare - Vaslui 1475                                                           | Mircea Drăgan                                         | Istoric, biografic |
| 1974 | Ulzana (co-producție)                                                                   | Gottfried Koditz                                      |                    |
| 1975 | Evadarea                                                                                | Ștefan Traian Roman                                   |                    |
| 1975 | Tată de duminică                                                                        | Mihai Constantinescu                                  |                    |
| 1975 | Filip cel bun                                                                           | Dan Pița                                              |                    |
| 1975 | Ilustrate cu flori de câmp                                                              | Andrei Blaier                                         |                    |
| 1975 | Actorul și sălbaticii                                                                   | Manole Marcus                                         |                    |
| 1975 | Mastodontul                                                                             | Virgil Calotescu                                      |                    |
| 1975 | Mușchetarul român                                                                       | Gheorghe Vitanidis                                    |                    |
| 1975 | Aventurile lui Babușcă                                                                  | Gheorghe Naghi, Geta Doina Tarnavaschi                |                    |
| 1975 | Orașul văzut de sus                                                                     | Lucian Bratu                                          |                    |
| 1975 | Toamna Bobocilor                                                                        | Mircea Moldovan                                       |                    |
| 1975 | Pe aici nu se trece                                                                     | Doru Năstase                                          |                    |
| 1975 | Zile fierbinți                                                                          | Sergiu Nicolaescu                                     | Dramă              |
| 1975 | Lockruf des Goldes - Căutătorii de Aur                                                  | Sergiu Nicolaescu, Wolfgang Staudt                    |                    |
| 1976 | Cuibul salamandrelor                                                                    | Mircea Drăgan                                         |                    |
| 1976 | Gloria nu cântă                                                                         | Alexandru Bocăneț                                     |                    |
| 1976 | Instanța amână pronunțarea                                                              | Dinu Cocea                                            |                    |
| 1976 | Lanțul neglijențelor                                                                    | Dinu Cocea                                            |                    |
| 1976 | Nu opriți ventilatorul                                                                  | Dinu Cocea                                            |                    |
| 1976 | Ultimele zile ale verii                                                                 | Savel Stiopul                                         |                    |
| 1976 | Prin cenușa imperiului                                                                  | Andrei Blaier                                         |                    |
| 1976 | Osînda                                                                                  | Sergiu Nicolaescu                                     |                    |
| 1976 | Casa de la miezul noptii                                                                | Gheorghe Vitanidis                                    |                    |
| 1976 | Operațiunea „Monstrul”                                                                  | Manole Marcus                                         |                    |
| 1976 | Alarmă-n Deltă                                                                          | Gheorghe Naghi                                        |                    |
| 1976 | Tănase Scatiu                                                                           | Dan Pița                                              |                    |
| 1976 | Singurătatea florilor                                                                   | Mihai Constantinescu (regizor)                        |                    |
| 1976 | Misterul lui Herodot                                                                    | Geta Doina Tarnavschi                                 |                    |
| 1976 | Ultima noapte a singurătății                                                            | Virgil Calotescu                                      |                    |
| 1976 | Pintea                                                                                  | Mircea Moldovan                                       |                    |
| 1976 | Comoara din Deal                                                                        | Ion Cojar                                             |                    |
| 1976 | Roșcovanul                                                                              | Francisc Munteanu                                     |                    |
| 1976 | Mere roșiihttps://www.cinemagia.ro/filme/mere-rosii-319/                                | Alexandru Tatos                                       | Dramă              |
| 1976 | Marele Singuratic                                                                       | Iulian Mihu                                           |                    |
| 1977 | Accident                                                                                | Sergiu Nicolaescu                                     | Dramă              |
| 1977 | Eu, tu și Ovidiu                                                                        | Geo Saizescu                                          |                    |
| 1977 | Fair play                                                                               | Alexandru Danciu Satmari                              |                    |
| 1977 | Iarna Bobocilor                                                                         | Mircea Moldovan                                       |                    |
| 1977 | Împușcături sub clar de lună                                                            | Mircea Mureșan                                        |                    |
| 1977 | Toate pînzele sus!                                                                      | Mircea Mureșan                                        |                    |
| 1977 | Iarba verde de acasă                                                                    | Stere Gulea                                           |                    |
| 1977 | Insula comorilor Coproducție româno-franceză                                            | Sergiu Nicolaescu, Gilles Grangier                    | Aventuri           |
| 1977 | Pirații din Pacific Coproducție româno-franceză                                         | Sergiu Nicolaescu, Gilles Grangier                    | Aventuri           |
| 1977 | Dincolo de pod                                                                          | Mircea Veroiu                                         |                    |
| 1977 | Prețul succesului                                                                       | Cornel Todea                                          |                    |
| 1977 | Mama                                                                                    | Elisabeta Bostan                                      |                    |
| 1977 | Pentru patrie                                                                           | Sergiu Nicolaescu, Doru Năstase, Gheorghe Vitanidis   | Istoric, război    |
| 1977 | Tufă de Veneția                                                                         | Pierre Bokor                                          |                    |
| 1977 | Buzduganul cu trei peceți                                                               | Constantin Vaeni                                      |                    |
| 1977 | Războiul Independenței (film) (serial TV)                                               | Sergiu Nicolaescu, Gheorghe Vitanidis, Doru Năstase   | Război             |
| 1977 | Regăsire                                                                                | Ștefan Traian Roman                                   |                    |
| 1977 | Trepte spre cer                                                                         | Andrei Blaier                                         |                    |
| 1978 | Acțiunea „Autobuzul”                                                                    | Virgil Calotescu                                      |                    |
| 1978 | Aurel Vlaicu                                                                            | Mircea Drăgan                                         | Biografic          |
| 1978 | Avaria                                                                                  | Ștefan Traian Roman                                   |                    |
| 1978 | Brațele Afroditei                                                                       | Mircea Drăgan                                         |                    |
| 1978 | Cianura și picătura de ploaie                                                           | Manole Marcus                                         |                    |
| 1978 | Din nou împreună                                                                        | Mircea George Cornea                                  |                    |
| 1978 | Dincolo de orizont                                                                      | Ștefan Traian Roman                                   |                    |
| 1978 | Doctorul Poenaru                                                                        | Dinu Tănase                                           |                    |
| 1978 | Mai presus de orice                                                                     | Dan Pița, Nicolae Mărgineanu                          |                    |
| 1978 | Drumuri în cumpănă                                                                      | Virgil Calotescu                                      |                    |
| 1978 | Septembrie                                                                              | Timotei Ursu                                          |                    |
| 1978 | Mânia                                                                                   |                                                       |                    |
| 1978 | Cursa                                                                                   | Mircea Daneliuc                                       |                    |
| 1978 | Un om în loden                                                                          | Nicolae Mărgineanu (regizor)                          |                    |
| 1978 | Totul pentru fotbal                                                                     | Andrei Blaier                                         |                    |
| 1978 | Gustul și culoarea fericirii                                                            | Felicia Cernăianu                                     |                    |
| 1978 | Melodii, melodii                                                                        | Francisc Munteanu                                     |                    |
| 1978 | Profetul, aurul și ardelenii                                                            | Dan Pița                                              | Comedie            |
| 1978 | Rătăcire                                                                                | Alexandru Tatos                                       |                    |
| 1978 | Revanșa                                                                                 | Sergiu Nicolaescu                                     | Acțiune            |
| 1979 | Ecaterina Teodoroiu                                                                     | Dinu Cocea                                            | Istoric, biografic |
| 1979 | Artista, dolarii și ardelenii                                                           | Mircea Veroiu                                         | Comedie            |
| 1979 | Audiența                                                                                | Mircea George Cornea                                  |                    |
| 1979 | Bietul Ioanide                                                                          | Dan Pița                                              |                    |
| 1979 | Clipa                                                                                   | Gheorghe Vitanidis                                    |                    |
| 1979 | Falansterul                                                                             | Savel Stiopul                                         |                    |
| 1979 | Expresul de Buftea                                                                      | Haralambie Boroș                                      |                    |
| 1979 | Cumpăna (film)                                                                          | Cristiana Nicolae                                     |                    |
| 1979 | Căsnicia nu-i o joacă                                                                   | Olimpia Arghir                                        |                    |
| 1979 | Jachetele Galbene                                                                       | Dan Mironescu                                         |                    |
| 1979 | Ultima frontieră a morții                                                               | Virgil Calotescu                                      |                    |
| 1979 | Mihail, câine de circ                                                                   | Sergiu Nicolaescu                                     | Aventuri           |
| 1979 | Casa dintre câmpuri                                                                     | Alexandru Tatos                                       |                    |
| 1979 | Nea Mărin miliardar                                                                     | Sergiu Nicolaescu                                     | Comedie            |
| 1979 | Vlad Țepeș                                                                              | Doru Năstase                                          |                    |
| 1979 | Omul care ne trebuie                                                                    | Manole Marcus                                         |                    |
| 1979 | Vacanță tragică                                                                         | Constantin Vaeni                                      |                    |
| 1979 | Ultima noapte de dragoste                                                               | Sergiu Nicolaescu                                     | Dramă, război      |
| 1980 | Al treilea salt mortal                                                                  | Alecu Croitoru                                        | Acțiune            |
| 1980 | Burebista                                                                               | Gheorghe Vitanidis                                    | Istoric            |
| 1980 | Capcana mercenarilor                                                                    | Sergiu Nicolaescu                                     | Dramă              |
| 1980 | Drumul oaselor                                                                          | Doru Năstase                                          | Aventuri, istoric  |
| 1980 | Munții în Flăcări                                                                       | Mircea Moldovan                                       |                    |
| 1980 | Întoarcerea lui Vodă Lăpușneanu                                                         | Malvina Urșianu                                       |                    |
| 1980 | Ediție Specială                                                                         | Mircea Daneliuc                                       |                    |
| 1980 | La răscrucea marilor furtuni                                                            | Mircea Moldovan                                       | Dramă, istoric     |
| 1980 | Artista, dolarii și ardelenii                                                           | Mircea Veroiu                                         |                    |
| 1980 | Omul care ne trebuie                                                                    | Manole Marcus                                         |                    |
| 1980 | Punga cu libelule                                                                       | Manole Marcus                                         |                    |
| 1980 | Ancheta                                                                                 | Constantin Vaeni                                      |                    |
| 1980 | Rug și flacără                                                                          | Adrian Petringenaru                                   | Război             |
| 1980 | Duios Anastasia trecea                                                                  | Alexandru Tatos                                       |                    |
| 1980 | Tridentul nu răspunde                                                                   | Ștefan Traian Roman                                   | Acțiune            |
| 1981 | Am o idee                                                                               | Alecu Croitoru                                        | Comedie            |
| 1981 | Convoiul                                                                                | Mircea Moldovan                                       |                    |
| 1981 | Duelul                                                                                  | Sergiu Nicolaescu                                     | Acțiune            |
| 1981 | Înghițitorul de săbii                                                                   | Alexa Visarion                                        |                    |
| 1981 | Saltimbancii                                                                            | Elisabeta Bostan                                      |                    |
| 1981 | Semnul șarpelui                                                                         | Mircea Veroiu                                         |                    |
| 1981 | Castelul din Carpați                                                                    | Stere Gulea                                           |                    |
| 1981 | Ion: Blestemul pămîntului, blestemul iubirii                                            | Mircea Mureșan                                        |                    |
| 1981 | Iancu Jianu zapciul                                                                     | Dinu Cocea                                            | Aventuri, istoric  |
| 1981 | Iancu Jianu haiducul                                                                    | Dinu Cocea                                            | Aventuri, istoric  |
| 1981 | Lumini și umbre (serial TV)                                                             | Andrei Blaier, Mihai Constantinescu, Mircea Mureșan   | Dramă, istoric     |
| 1981 | Alo, aterizează străbunica!...                                                          | Nicolae Corjos                                        |                    |
| 1981 | Non Stop                                                                                | Manole Marcus                                         |                    |
| 1981 | O lume fără cer                                                                         | Mircea Drăgan                                         | Dramă              |
| 1981 | Ștefan Luchian                                                                          | Nicolae Mărgineanu                                    |                    |
| 1981 | De ce trag clopotele, Mitică?                                                           | Lucian Pintilie                                       |                    |
| 1981 | Orgolii                                                                                 | Manole Marcus                                         | Orgolii            |
| 1981 | Maria Mirabela                                                                          | Ion Popescu-Gopo                                      |                    |
| 1981 | Grăbește-te încet                                                                       | Geo Saizescu                                          |                    |
| 1981 | Pruncul, petrolul și ardelenii                                                          | Dan Pița                                              | Comedie            |
| 1981 | Șantaj                                                                                  | Geo Saizescu                                          | Acțiune            |
| 1981 | Fiul munților                                                                           | Gheorge Naghi                                         |                    |
| 1981 | Un echipaj pentru Singapore                                                             | Nicu Stan                                             | Acțiune, aventuri  |
| 1982 | Întîlnirea                                                                              | Sergiu Nicolaescu                                     | Acțiune            |
| 1982 | Mult mai de preț e iubirea                                                              | Dan Marcoci                                           |                    |
| 1982 | Concurs                                                                                 | Dan Pița                                              |                    |
| 1982 | Pădurea nebună                                                                          | Nicolae Corjos                                        |                    |
| 1982 | Anul 1848                                                                               | Mircea Moldovan                                       |                    |
| 1982 | Cucerirea Angliei Coproducție franco-italiano-germano-belgiano-elvețiano-română         | Sergiu Nicolaescu                                     | Istoric, acțiune   |
| 1982 | Un saltimbanc la Polul Nord                                                             | Elisabeta Bostan                                      |                    |
| 1982 | La capătul liniei                                                                       | Dinu Tănase                                           |                    |
| 1982 | Prea tineri pentru riduri                                                               | Aurel Miheleș                                         |                    |
| 1982 | Liniștea din adîncuri                                                                   | Malvina Urșianu                                       |                    |
| 1983 | Ca-n filme                                                                              | Manole Marcus                                         |                    |
| 1983 | Fram                                                                                    | Elisabeta Bostan                                      |                    |
| 1983 | Căruța cu mere                                                                          | George Cornea                                         | Dramă              |
| 1983 | Întoarcerea din iad                                                                     | Nicolae Mărgineanu (regizor)                          |                    |
| 1983 | Bocet vesel                                                                             | Mircea Moldovan                                       |                    |
| 1983 | Fructe de pădure                                                                        | Alexandru Tatos                                       | Dramă              |
| 1983 | Misterele Bucureștilor                                                                  | Doru Năstase                                          | Aventuri, istoric  |
| 1983 | Plecarea Vlașinilor                                                                     | Mircea Drăgan                                         | Dramă              |
| 1983 | Raliul                                                                                  | Mircea Drăgan                                         | Aventuri           |
| 1983 | Râdeți ca-n viață                                                                       | Andrei Blaier                                         | Dramă              |
| 1983 | Buletin de București                                                                    | Virgil Calotescu                                      |                    |
| 1983 | Dreptate în lanțuri                                                                     | Dan Pița                                              |                    |
| 1983 | Faleze de nisip                                                                         | Dan Pița                                              |                    |
| 1983 | Amurgul fântânilor                                                                      | Virgil Calotescu                                      |                    |
| 1983 | Dragostea și revoluția                                                                  | Gheorghe Vitanidis                                    |                    |
| 1983 | Viraj periculos                                                                         | Sergiu Nicolaescu                                     | Acțiune            |
| 1984 | Acasă                                                                                   | Constantin Vaeni                                      |                    |
| 1984 | Acțiunea Zuzuc                                                                          | Gheorghe Naghi                                        | Dramă              |
| 1984 | Lansarea                                                                                | Dan Necșulea                                          |                    |
| 1984 | Racheta albă                                                                            | Cristiana Nicolae                                     |                    |
| 1984 | Fapt divers                                                                             | Andrei Blaier                                         | Dramă              |
| 1984 | Mușchetarii in vacanță                                                                  | Savel Stiopul                                         |                    |
| 1984 | Mireasma ploilor târzii                                                                 | Mircea Moldovan                                       |                    |
| 1984 | Horea                                                                                   | Mircea Mureșan                                        | Dramă, istoric     |
| 1984 | Mitică Popescu                                                                          | Manole Marcus                                         |                    |
| 1984 | Sosesc păsările călătoare                                                               | Geo Saizescu                                          | Comedie            |
| 1984 | Cireșarii                                                                               | Adrian Petringenaru                                   |                    |
| 1984 | Salutări de la Agigea                                                                   | Cornel Diaconu                                        |                    |
| 1984 | Secretul lui Bachus                                                                     | Geo Saizescu                                          |                    |
| 1985 | Ciuleandra                                                                              | Sergiu Nicolaescu                                     | Dramă              |
| 1985 | Masca de argint                                                                         | Gheorghe Vitanidis                                    | Aventuri           |
| 1985 | Colierul de turcoaze                                                                    | Gheorghe Vitanidis                                    | Aventuri           |
| 1985 | Căsătorie cu repetiție                                                                  | Virgil Calotescu                                      |                    |
| 1985 | Pas în doi                                                                              | Dan Pița                                              | Dramă              |
| 1985 | Racolarea                                                                               | Mircea George Cornea                                  | Acțiune            |
| 1985 | Marele premiu                                                                           | Maria Callas-Dinescu                                  |                    |
| 1985 | Ringul                                                                                  | Sergiu Nicolaescu                                     | Acțiune, dramă     |
| 1985 | Întunecare (film)                                                                       | Alexandru Tatos                                       |                    |
| 1985 | Sper să ne mai vedem                                                                    | Dumitru Dinulescu                                     |                    |
| 1985 | Promisiuni                                                                              | Elisabeta Bostan                                      |                    |
| 1985 | Domnișoara Aurica (film)                                                                | Șerban Marinescu                                      |                    |
| 1985 | Declarație de dragoste                                                                  | Nicolae Corjos                                        |                    |
| 1985 | Ziua Z                                                                                  | Sergiu Nicolaescu                                     | Război             |
| 1985 | Aripi de Zapada                                                                         | Adrian Petringenaru                                   |                    |
| 1986 | Bătălia din umbră                                                                       | Andrei Blaier                                         | Război             |
| 1986 | Căutătorii de aur                                                                       | Sergiu Nicolaescu, Alecu Croitoru                     | Aventuri           |
| 1986 | Anotimpul iubirii                                                                       | Iulian Mihu                                           |                    |
| 1986 | Liceenii                                                                                | Nicolae Corjos                                        |                    |
| 1986 | Cale liberă                                                                             | Nicu Stan                                             |                    |
| 1986 | Încrederea                                                                              | Tudor Mărăscu                                         | Dramă              |
| 1986 | Vară sentimentală                                                                       | Francisc Munteanu                                     |                    |
| 1986 | Coana Chirița                                                                           | Mircea Drăgan                                         | Comedie            |
| 1986 | Totul se plătește                                                                       | Mircea Moldovan                                       | Aventuri           |
| 1986 | Trenul de aur (film) (co-producție polono-română)                                       | Bohdan Poręba                                         |                    |
| 1986 | Umbrele soarelui                                                                        | Mircea Veroiu                                         |                    |
| 1987 | Noi, cei din linia întâi                                                                | Sergiu Nicolaescu                                     | Război             |
| 1987 | Pădurea de fagi                                                                         | Cristina Nichitus-Mihăilescu                          |                    |
| 1987 | Chirița la Iași                                                                         | Mircea Drăgan                                         | Comedie            |
| 1987 | Uimitoarele aventuri ale muschetarilor (animat)                                         | Victor Antonescu                                      |                    |
| 1987 | Zâmbet de soare                                                                         | Elisabeta Bostan                                      |                    |
| 1987 | François Villon – Poetul vagabond                                                       | Sergiu Nicolaescu                                     | Aventuri, dramă    |
| 1987 | În fiecare zi mi-e dor de tine                                                          | Gheorghe Vitanidis                                    | Comedie, muzical   |
| 1987 | Moromeții                                                                               | Stere Gulea                                           |                    |
| 1987 | Secretul lui Nemesis                                                                    | Geo Saizescu                                          |                    |
| 1987 | Primăvara bobocilor                                                                     | Mircea Moldovan                                       |                    |
| 1987 | Flăcări pe comori                                                                       | Nicolae Mărgineanu (regizor)                          |                    |
| 1987 | Cetatea ascunsă                                                                         | Adrian Petringenaru                                   |                    |
| 1987 | Cuibul de viespi                                                                        | Horea Popescu                                         |                    |
| 1987 | Punct și de la capăt                                                                    | Alexa Visarion                                        |                    |
| 1987 | Cântec în zori                                                                          | Dinu Tănase                                           |                    |
| 1988 | Iacob                                                                                   | Mircea Daneliuc                                       | Dramă              |
| 1988 | Liliacul înflorește a doua oară                                                         | Cristina Nichituș                                     | Dramă, muzical     |
| 1988 | O vară cu Mara                                                                          | George Cornea                                         | Romantic           |
| 1988 | Extemporal la dirigenție                                                                | Nicolae Corjos                                        |                    |
| 1988 | Rochia albă de dantelă                                                                  | Dan Pița                                              |                    |
| 1988 | Unde ești copilărie                                                                     | Elisabeta Bostan                                      |                    |
| 1988 | În fiecare zi mi-e dor de tine                                                          | Gheorghe Vitanidis                                    |                    |
| 1988 | Drumeț în calea lupilor                                                                 | Constantin Vaeni                                      |                    |
| 1988 | De ce vulpea are coadă                                                                  | Cornel Diaconu                                        |                    |
| 1988 | Nelu                                                                                    | Dorin Mircea Doroftei                                 |                    |
| 1989 | Expediția                                                                               | Mircea Moldovan                                       |                    |
| 1989 | Kilometrul 36                                                                           | Anghel Mora                                           |                    |
| 1989 | Marea sfidare                                                                           | Manole Marcus                                         | Dramă              |
| 1989 | Mircea                                                                                  | Sergiu Nicolaescu                                     | Istoric, biografic |
| 1989 | Desene pe asfalt                                                                        | Elisabeta Bostan                                      |                    |
| 1989 | Momentul adevărului                                                                     | Andrei Blaier                                         |                    |
| 1989 | Dreptatea                                                                               | Andrei Blaier                                         |                    |
| 1989 | Vâltoarea                                                                               | Manole Marcus                                         |                    |
| 1989 | Autor anonim, model necunoscut                                                          | Dan Pița                                              |                    |
| 1989 | Călătorie de neuitat                                                                    |                                                       |                    |
| 1989 | Noiembrie, ultimul bal                                                                  | Dan Pița                                              |                    |
| 1989 | Serenadă pe Dunăre                                                                      | Jukio Fukamuki                                        |                    |
| 1989 | Misiunea                                                                                |                                                       |                    |
| 1989 | Cei care plătesc cu viața                                                               | Șerban Marinescu                                      |                    |
| 1989 | Maria Mirabela în Tranzistoria                                                          | Ion Popescu-Gopo                                      |                    |